# زیردریایی کلاس لس آنجلس
یک کلاس زیردریایی تهاجمی در نیروی دریایی ایالات متحده آمریکاست. فکر ساخت این زیردریایی در زمان جنگ سرد و در زمانی شکل گرفت که یک زیر دریایی اتحاد جماهیر شوروی تا نزدیکی درگیری با یک ناو هواپیمابر آمریکایی در اقیانوس آرام پیش رفت.
در حقیقت این زیردریایی برای اسکورت و مراقبت از رزمناوها و ناوهای هواپیمابر آمریکا ساخته شد
سال ساخت اولین فروند: ۱۹۷۶
سازنده: شرکتهای کشتی سازی Newport News و General Dynamics Electric Boat Division
ارزش هر فروند: ۹۰۰ میلیون دلار
هزینه سالیانه هر فروند: ۲۱ میلیون دلار
ماکسیمم سرعت زیر اب: ۳۰–۳۲ گره
ماکسیمم سرعت روی اب ۲۰–۲۵ گره
حداکثر عمق عملیاتی: ۳۰۰ متر
ماکسیمم عمق قابل دسترسی: ۴۵۰ متر
پرسنل: ۱۱۶ تا ۱۲۹ نفر
موتور: یک رآکتور از نوع S6G به همراه توربین گاز به قدرت ۳۵۰۰۰ اسب بخار
ابعاد:
۱۰۶ متر طول
۱۰ متر عرض
۸٫۶ متر آبخور
وزن روی اب: ۶۹۲۷ تن
وزن زیر اب حدود ۸۰۰۰ تن
این زیردریایی‌ها کم صدا، سبک و مجهز به اژدرهای mk48 و موشک‌های ضد کشتی هارپون هستند که در کلاس خود (تهاجمی دفاعی) کلاس خوبی محسوب می‌شوند.
این زیردریاییها مورد بهینه‌سازی و پیشرفت قرار گرفتند و مجهز به موشکهای تاکتیکی تاماهاک نیز شده‌اند که قابلیت تهاجمی این زیردریایی را اضافه کرده‌است.
زیردریایی دارای ۴ بخش است که شامل
1. اتاقهای موتور (Engine Room) که رآکتور و توربینها در ان قرار دارد
2. اتاق کنترل (Control Room) که قلب تپنده زیردریایی است و تمام فرامین در مورد شلیک و نبردها از ان صادر می‌شود
3. بخش غذاخوری، خواب و درمانگاه (Mess Decks, Berthing, and Wardroom)
4. اتاق اژدرها (Torpedo Room)

## تسلیحات
مقر موشک ضد کشتی هارپون
مقر موشک ضد ساحل تاماهاوک
چهار مقر اژدر ۵۳۳ میلی‌متر مدل MK-48
تجهیزات
سونار active/passive
آنتن مواصلاتی ماهوارهای
سیستم IFF
نیروی دریایی ایالات متحده حدود ۶۲ فروند از این زیردریایی دارا بوده‌است، که با ساخت و جایگزینی زیردریاییهای کلاس ویرجینیا، تعدادشون به حدود ۴۰ فروند در حال خدمت می‌باشد.
در کل این زیردریایی بیشتر به منظور اسکورت و دفاع از ناوهای هواپیمابر و سواحل در برابر تهاجم زیردریاییها و ناوهای دشمن ساخته شده و جز از نظر کم صدا بودن و سرعت در مابقی موارد از جمله تسلیحات و تجهیزات نسبت به زیردریاییهای کلاس نزدیک مثل اکولا یا سی ولف انچنان قدرتمند محسوب نمی‌شود.
در حال حاضر زیردریاییهای کلاس ویرجینیا جایگزین لس آنجلس شده‌اند.
رقیب زیردریاییهای کلاس لس آنجلس آمریکا، زیردریایی کلاس آکولا روسیه است.